# Rue Robineau
La rue Robineau se situe dans le 20e arrondissement de Paris.

## Situation et accès
D’une longueur de 135 mètres, la rue Robineau commence au 4, rue Désirée et se termine au 11, place Martin-Nadaud. De même que la rue Gasnier-Guy qui lui est voisine et presque parallèle, ses deux fortes pentes forment un dos d'âne particulièrement prononcé.

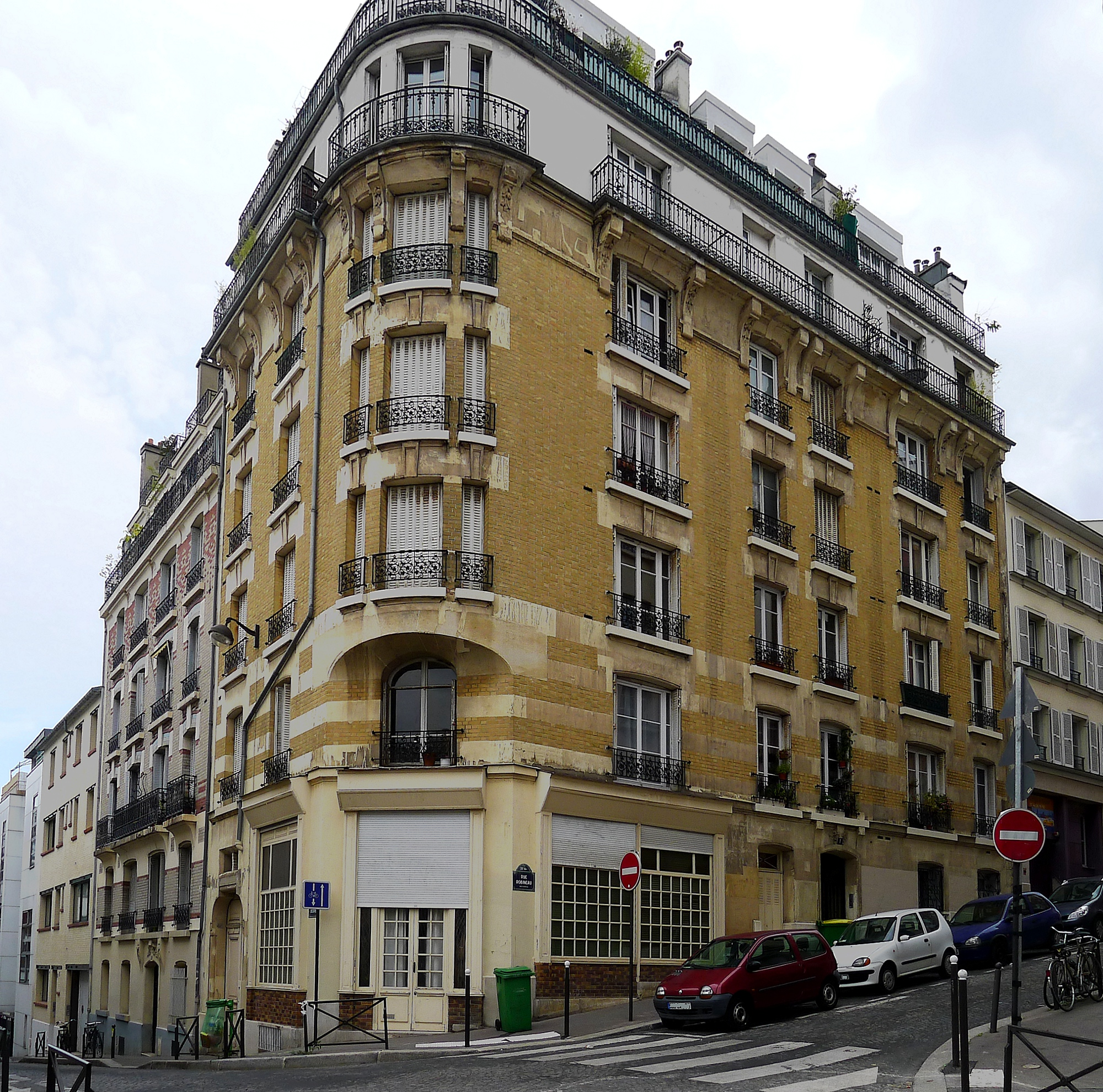
Côté rue Désirée.
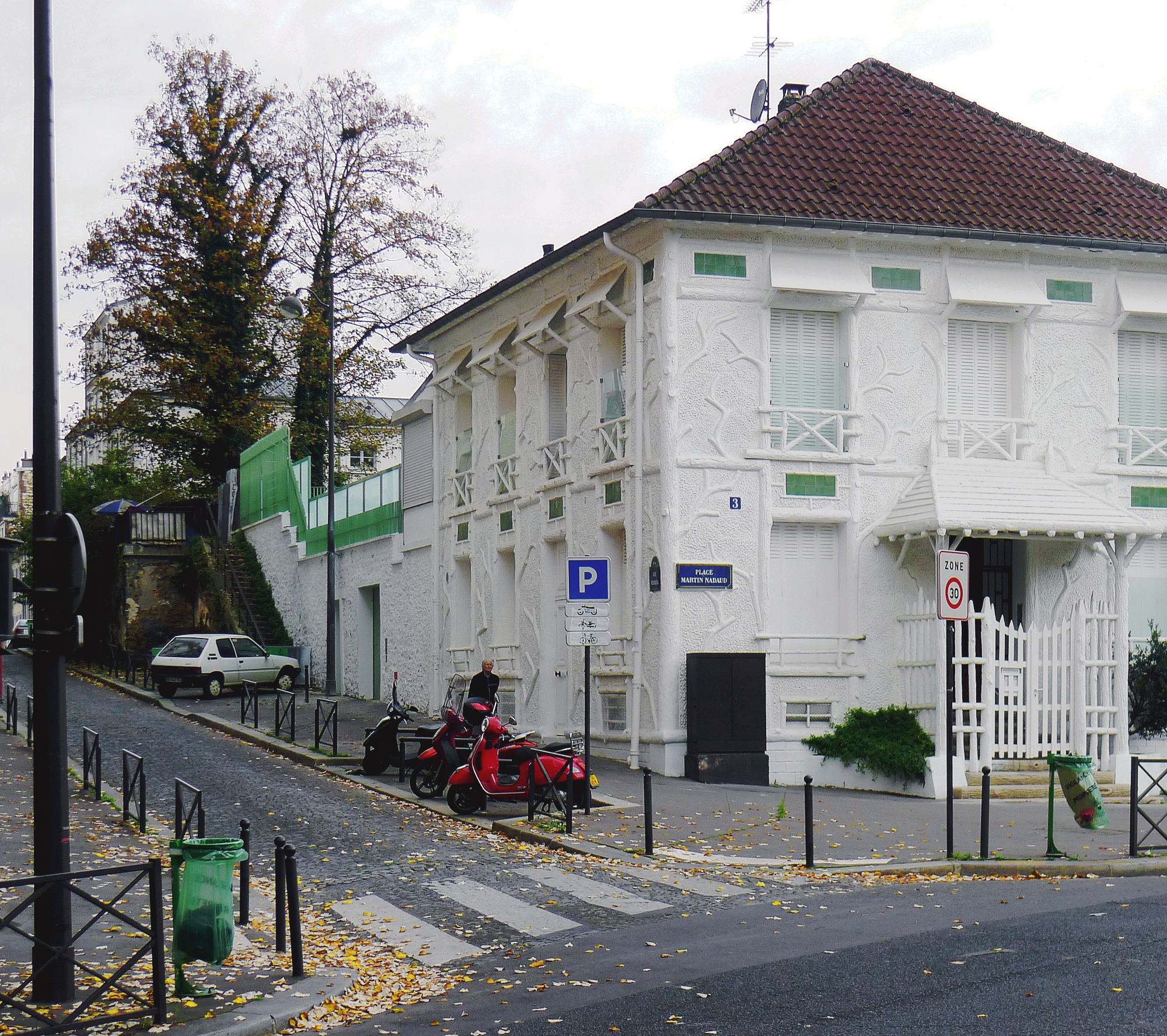
Côté place Martin-Nadaud.

## Origine du nom
Cette voie tient son nom de celui du propriétaire des terrains sur lesquels elle a été ouverte.

## Historique
Cette rue est classée dans la voirie parisienne, sous son nom actuel, par un décret du 24 novembre 1887.